# Tischtennisweltmeisterschaft 1947
Die 14. Tischtennisweltmeisterschaft fand vom 28. Februar bis 7. März 1947 in Paris (Frankreich) statt. Spielort war das Palais des Sports. Es war die erste Tischtennis-Weltmeisterschaft nach dem Zweiten Weltkrieg.
18 Herrenmannschaften traten an. Deutschland war nicht vertreten. Titelverteidiger Richard Bergmann durfte nicht teilnehmen, weil er sich während des Krieges ohne Erlaubnis mit Schaukämpfen Geld verdiente.
Folgende 21 Nationen waren vertreten: Ägypten, Belgien, Dänemark, England, Frankreich, Indien, Iran, Irland, Kanalinseln, Luxemburg, Niederlande, Österreich, Palestina, Polen, Schottland, Schweden, Schweiz, Tschechoslowakei, Ungarn, USA, Wales.

## Wissenswertes
- Den Pokal für das Herrendoppel spendete der Schah von Persien.[3] Daher wurde der Pokal Iran Cup genannt.

## Ergebnisse
| Wettbewerb        | Rang | Sieger                                                                                             |
| ----------------- | ---- | -------------------------------------------------------------------------------------------------- |
| Mannschaft Herren | 1.   | Tschechoslowakei (Václav Tereba, František Tokár, Ivan Andreadis, Bohumil Váňa, Adolf Slar)        |
| Mannschaft Herren | 2.   | USA (Louis Pagliaro, Sol Schiff, Dick Miles, William Holzrichter)                                  |
| Mannschaft Herren | 3.   | Österreich (Otto Eckl, Heinrich Bednar, Ferdinand Schuech, Heribert Just, Johann Hartwich)         |
| Mannschaft Herren | 3.   | Frankreich (Guy Amouretti, Maurice Bordrez, Alexandre Agopoff, Michel Lanskoy, Michel Haguenauer)  |
| Mannschaft Herren | 13.  | Schweiz (Frei, Marcel Meyer de Stadelhofen, Henri Mojonnet, Lucien Portal, Hugo Urchetti)          |
| Mannschaft Damen  | 1.   | England (Elizabeth Blackbourn, Vera Dace, Margaret Franks, Margaret Osborne)                       |
| Mannschaft Damen  | 2.   | Ungarn (Gizella Farkas, Rozsi Karpati, Eva Anderlik)                                               |
| Mannschaft Damen  | 3.   | USA (Mae Clouther, Leah Thall, Reba Monness, Davida Hawthorn)                                      |
| Mannschaft Damen  | 3.   | Tschechoslowakei (Vlasta Depetrisová, Eliška Krejčová-Fürstová, Marie Kettnerová, Věra Votrubcová) |
| Mannschaft Damen  | 7.   | Schweiz (Alice Grandchamp, Jeannette Pollien, Alice Siegrist)                                      |
| Mannschaft Damen  | 9.   | Österreich (Ottilie Graszl, Gertrude Pritzi)                                                       |
| Herren Einzel     | 1.   | Bohumil Váňa – TCH                                                                                 |
| Herren Einzel     | 2.   | Ferenc Sido – HUN                                                                                  |
| Herren Einzel     | 3.   | Louis Pagliaro – USA                                                                               |
| Herren Einzel     | 3.   | Johnny Leach – ENG                                                                                 |
| Damen Einzel      | 1.   | Gizella Farkas – HUN                                                                               |
| Damen Einzel      | 2.   | Elizabeth Blackbourn – ENG                                                                         |
| Damen Einzel      | 3.   | Trude Pritzi – AUT                                                                                 |
| Damen Einzel      | 3.   | Vera Dace – ENG                                                                                    |
| Herren Doppel     | 1.   | Adolf Slar/Bohumil Váňa – TCH                                                                      |
| Herren Doppel     | 2.   | Johnny Leach/Jack Carrington – ENG                                                                 |
| Herren Doppel     | 3.   | Ladislav Štípek/Václav Tereba – TCH                                                                |
| Herren Doppel     | 3.   | Victor Barna/Adrian Haydon – ENG                                                                   |
| Damen Doppel      | 1.   | Gizella Farkas – HUN/Trude Pritzi – AUT                                                            |
| Damen Doppel      | 2.   | Mae Clouther/Reba Monness – USA                                                                    |
| Damen Doppel      | 3.   | Mary Detournay-Stevens/Josee Wouters – BEL                                                         |
| Damen Doppel      | 3.   | Davida Hawthorn/Leah Thall – USA                                                                   |
| Mixed             | 1.   | Ferenc Soós/Gizella Farkas – HUN                                                                   |
| Mixed             | 2.   | Adolf Slar/Vlasta Depetrisová – TCH                                                                |
| Mixed             | 3.   | Victor Barna/Margaret Franks – ENG                                                                 |
| Mixed             | 3.   | William Holzrichter/Davida Hawthorn – USA                                                          |

## Medaillenspiegel
| Rang  | Land               | Gold | Silber | Bronze | Gesamt |
| ----- | ------------------ | ---- | ------ | ------ | ------ |
| 1     | Tschechoslowakei   | 3    | 1      | 2      | 6      |
| 2     | Ungarn             | 2,5  | 2      | 0      | 4,5    |
| 3     | England            | 1    | 2      | 4      | 7      |
| 4     | Österreich         | 0,5  | 0      | 2      | 2,5    |
| 5     | Vereinigte Staaten | 0    | 2      | 4      | 6      |
| 6     | Belgien            | 0    | 0      | 1      | 1      |
| 6     | Frankreich         | 0    | 0      | 1      | 1      |
| Total | Total              | 7    | 7      | 14     | 28     |